# 中国之命运
《中国之命运》为蒋中正于中国抗日战争期間所著，发表于1943年3月，一般认为是蔣中正與陶希圣共書而成。该书表述了蒋介石一个主义、一个政党、一个领袖的政治观点，集中表述了蒋介石“力行哲学”的宇宙观、认识论、伦理学和历史观，中国共产党批评该书主张反共和为中國國民黨一党专政作舆论准备。日文版由波多野乾一翻譯、日本評論社出版，英文版由王寵惠翻譯、林語堂寫序、麥克米倫出版公司出版。

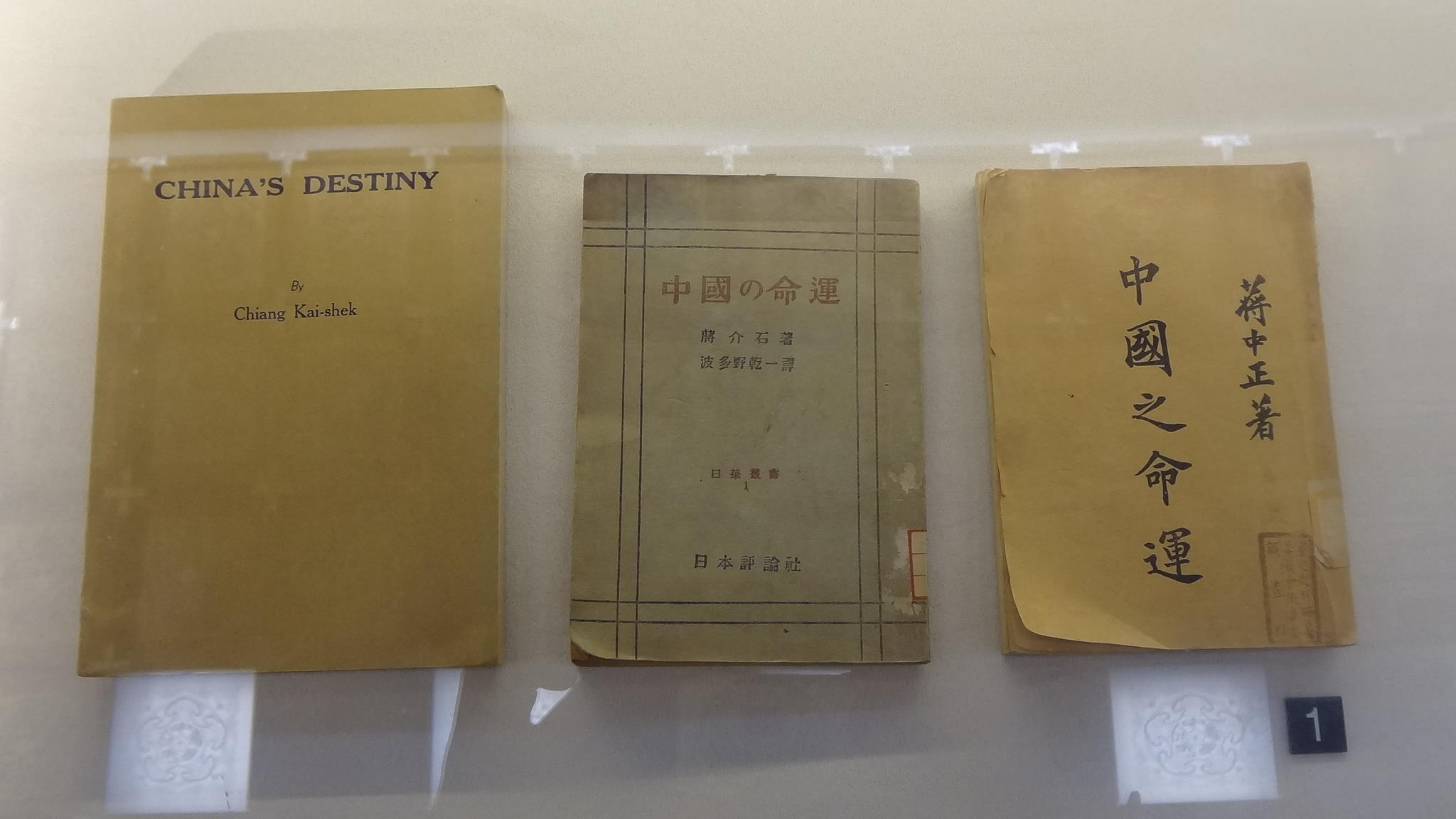
中正紀念堂展示的1943年版《中國之命運》中英日文版

## 背景
蔣介石在1943年發表《中國之命運》時认为，第二次世界大戰和中國抗日戰爭已經取得決定性勝利，中國已經對世界反法西斯戰爭做出巨大貢獻，书中认为国民政府1943年廢除所有不平等條約，取得獨立自主的權利，實現孫中山提出的三民主義的第一條「民族主義」，面臨建設新的民主中國，就是實現三民主義的後兩條「民生主義、民權主義」。

## 內容
《中國之命運》全书共八章、十万余字，中心思想是三民主義，認爲三民主義的本質是國民革命，而國民革命以廢除不平等條約為核心。“國民革命的初步成功，即為建國工作真正的開始。我們中國的建國工作，有國內的與國際的兩方面。”“國民革命的現階段，是由民族主義的完成，到民權主義、民生主義的貫徹。”主张中国只有一个民族即中华民族。
蒋介石以自己世界观總結中國的五千年歷史演變和儒家文化底蘊，回顾了中國近現代歷史，认定不平等條約之廢除是信仰三民主義的結果，其中又特別提出了國民革命軍北伐和抗日戰爭。本書嚴厲批評自由主義與共產主義，稱二者皆破壞中國傳統文化，二者之間的爭論實為英美思想與蘇俄思想的對立，亦认定三民主義是“国民革命不变之最高原则”、“民族复兴唯一正确之路线”，其他党派应当放弃各自的主张。
本書重點論述了“一個主義一個黨”，第七章〈中國革命建國的動脈及其命運決定的關頭〉指出：
|  | 中國國民黨如能存在一天，則中國國家亦必能存在一天。如果今日的中國，沒有中國國民黨，那就是沒有了中國。如果中國國民黨革命失敗了，那亦就是中國國家整個的失敗。簡單地說：中國的命運，完全寄託於中國國民黨。如果中國國民黨沒有了、或是失敗了，那中國的國家就無所寄託，不僅不能列在世界上四強之一，而且就要受世界各國的處分；從此，世界地圖上面，亦將不見中華民國的名詞了。所以大家應該知道：自國家有機體的生命上說，沒有了三民主義，中國的建國工作就失去了指導的原理。所以三民主義是國家的靈魂。自國家有機體的活動上說，沒有了中國國民黨，中國的建國工作就失去了發動的樞紐。所以中國國民黨是國家的動脈，而三民主義青年團是動脈裏面的新血輪。如果全國革命份子和有志青年，真正要與國家共存亡，和民族共榮辱，以國家的事業為個人的事業，以民族的生命為個人的生命；那就應該要一致加入中國國民黨和三民主義青年團，纔能夠盡到國民最崇高的責任，達到人民最完備的境界，亦必如此，纔得完成我們共同建國的偉大使命。 |

## 目錄
《中國之命運》全书共八章：
1. 〈中华民族的成长与发达〉；
2. 〈国耻的由来与革命的起源〉；
3. 〈不平等条约的影响之深刻化〉；
4. 〈由北伐到抗战〉；
5. 〈平等互惠新约的内容与今后建国工作之重点〉；
6. 〈革命建国的根本问题〉；
7. 〈中国革命建国的动脉及其命运决定的关头〉；
8. 〈中国的命运与世界的前途〉。

## 評價

### 中國共產黨的批判
《中国之命运》是国共长期文鬥的一部分。此前，毛泽东发表《新民主主义论》，系统阐述中國共產黨的政治主张，稱：「我們要建立一個新中國！就是新民主主義的中國，就是被中華民族的新文化統治因而文明先進的中國，就是被融通文化統治因而文明先進的中國。新中國航船的桅頂已經冒出地平線了，我們應該拍掌歡迎它。舉起你的雙手吧，新中國是我們的。」《中国之命运》针对性地阐述蒋介石與國民黨的建國主张，稱「任何黨派、任何力量，離開三民主義與中國國民黨，決不能有助於抗戰、有利於民族的復興事業。這一點顯明的事實，是應該為全國國民、尤其是知識分子所徹底認識的。」之後中国共产党为反擊，经毛泽东指示修改，由陈伯达撰文《评〈中国之命运〉》，于1943年7月21日刊于《解放日报》。1943年7月21日，毛澤東寫給董必武的文章《關於公布《評〈中國之命運〉》一文》說，讓陳伯達駁斥《中國之命運》，「以便在中國人民面前從思想上理論上揭露蔣之封建的買辦的中國法西斯體系，並鞏固我黨自己和影響美英各國、各小黨派、各地方乃至文化界各方面」。
这次论争留下一些熟知的说法，比如：针对《中国之命运》的提法，1943年8月25日《解放日报》社论《没有共产党，就没有中国》提出“如果今日的中国没有中国共产党，那就是没有了中国”，中國共產黨黨員曹火星創作紅歌《沒有共產黨就沒有新中國》。
學者陳鐵健、黃道炫認為，《中國之命運》是蔣介石一生政治、社會和文化觀念之總結，體現其反共之政治立場:120；雖然由別人代筆，但基本思想傾向無疑是由蔣確定，充分展示蔣之思想文化特徵:120。

### 其他評價
闻一多1943年写道：“《中国之命运》一书的出版，在我个人是一个很重要的关键。我简直被那里面的义和团精神吓一跳，我们的英明的领袖原来是这样想法的吗？五四给我的影响太深，《中国之命运》公开向五四挑战，我是无论如何受不了的。” 
美國駐華代辦喬治·艾哲遜指本書有排外偏見。

### 引用
1. ↑  Chiang Kai-shek. . translated by Chung-Hui Wang, introduction by Lin Yutang. New York: Macmillan. 1947年. ISBN 978-0313246760.（英文）
2. ↑  Earl Swisher. . The Far Eastern Quarterly (Association for Asian Studies). Nov  1950, 10 (1): 89–95  [2014-11-20]. （原始内容存档于2019-05-02）.（英文）
3. ↑  .   [2016-08-21]. （原始内容存档于2019-05-02）.
4. 1 2  陳鐵健、黃道炫. . 香港: 中華書局（香港）. 1992.
5. ↑  . www.ynmm.gov.cn.   [2022-06-09]. （原始内容存档于2022-07-18）.
6. ↑  郭廷以. . 中文大學出版社. 1986: 696. ISBN 9789622013520.

## 外部連結
- 中正文教基金會在線閱讀（页面存档备份，存于）